# گراور کرانتز
گراور سندرز کرانتز (به انگلیسی: Grover Sanders Krantz)؛ (زاده ۵ نوامبر ۱۹۳۱ – درگذشته ۱۴ فوریه ۲۰۰۲) یک جانورشناس آمریکایی بود که معتقد به وجود پا گنده‌ها بود.